# Koro (Bobo-Dioulasso)
Pour les articles homonymes, voir Koro.
Koro est une commune rurale du département de Bobo-Dioulasso de la province du Houet dans la région des Hauts-Bassins au Burkina Faso.

## Géographie
Koro est située dans le 5e arrondissement du département de Bobo-Dioulasso, à 12 km du centre de Bobo-Dioulasso. Le village même de Koro se trouve au sommet de la colline homonyme, qui fait partie de l'ensemble formant la falaise de Banfora et en constitue l'extrémité nord-est.

## Histoire
Autrefois implanté au pied de la colline, le village avait été déplacé en hauteur, sur la colline pour des raisons sécuritaires. Plusieurs fois surpris par des attaques ennemies, c’est le guerrier du nom de Gurenou Sanou qui eut l’idée de faire monter le village sur les collines pendant la guerre de Samory Touré afin de pouvoir apercevoir l’ennemi de loin et de se préparer en conséquence

## Économie
L'économie de Koro est liée à sa localisation près de la route nationale 1 sur l'axe principal du pays menant à Bobo-Dioulasso, ainsi que de la route nationale 20, favorisant les échanges commerciaux en étant inclus dans un ensemble constitué des villages de Niamadougou, Yéguéresso et Borodougou totalisant plus de 10 000 habitants.
De plus, la proximité de la carrière de Borodougou participe à l'économie de la commune, avec cependant des conséquences négatives sur le paysage de la colline historique.

## Éducation et santé
Le centre de soins le plus proche de Koro est le centre de santé et de promotion sociale (CSPS) de Yéguéresso.